# Biblioteca Nacional da Argentina
A Biblioteca Nacional da Argentina (espanhol: Biblioteca Nacional de la República Argentina) é a maior biblioteca do país e reúne, em suas coleções, uma das fontes bibliográficas mais importantes das Américas. Está localizada no bairro da Recoleta em Buenos Aires.

## História

### Biblioteca pública de Buenos Aires

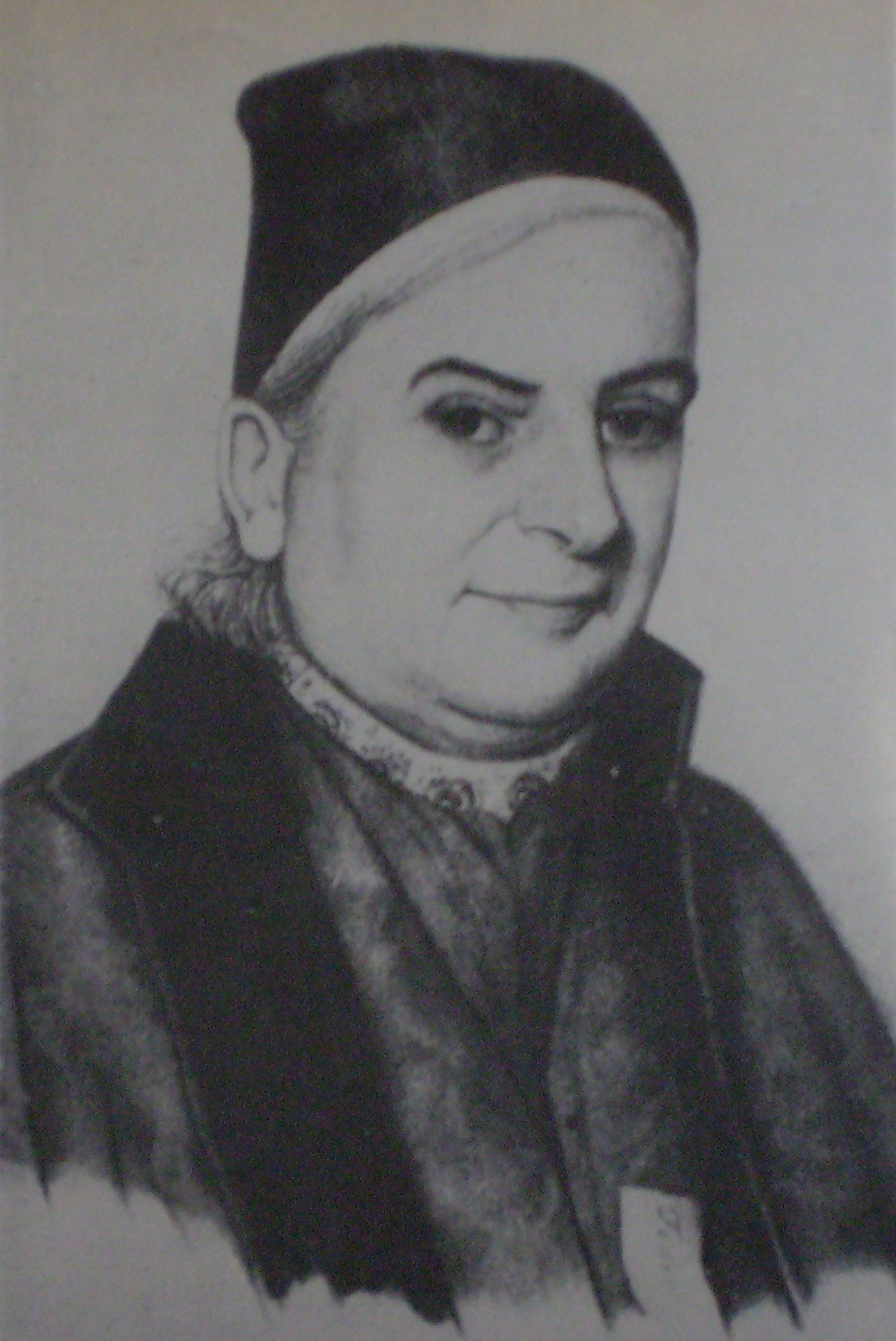
Saturnino Segurola.

A Biblioteca Nacional da Argentina foi criada por decreto da Primeira Junta de Governo da Revolução de Maio de 7 de setembro de 1810. baixo o nome de Biblioteca Pública de Buenos Aires. Sua primeira localização foi, durante dois anos, o edifício do Cabildo; em 1812 abre suas portas ao público numa sala do edifício que se encontra no canto formado pelas ruas Moreno e Peru, dentro da zona que actualmente se conhece como a Ilha Iluminada. Seu primeiro material bibliográfico foi doado por instituições como o Cabildo Eclesiástico e o Real Colégio São Carlos, e vários particulares como o bispo Manuel Azamor e Ramírez, Luis Chorroarín e Manuel Belgrano.

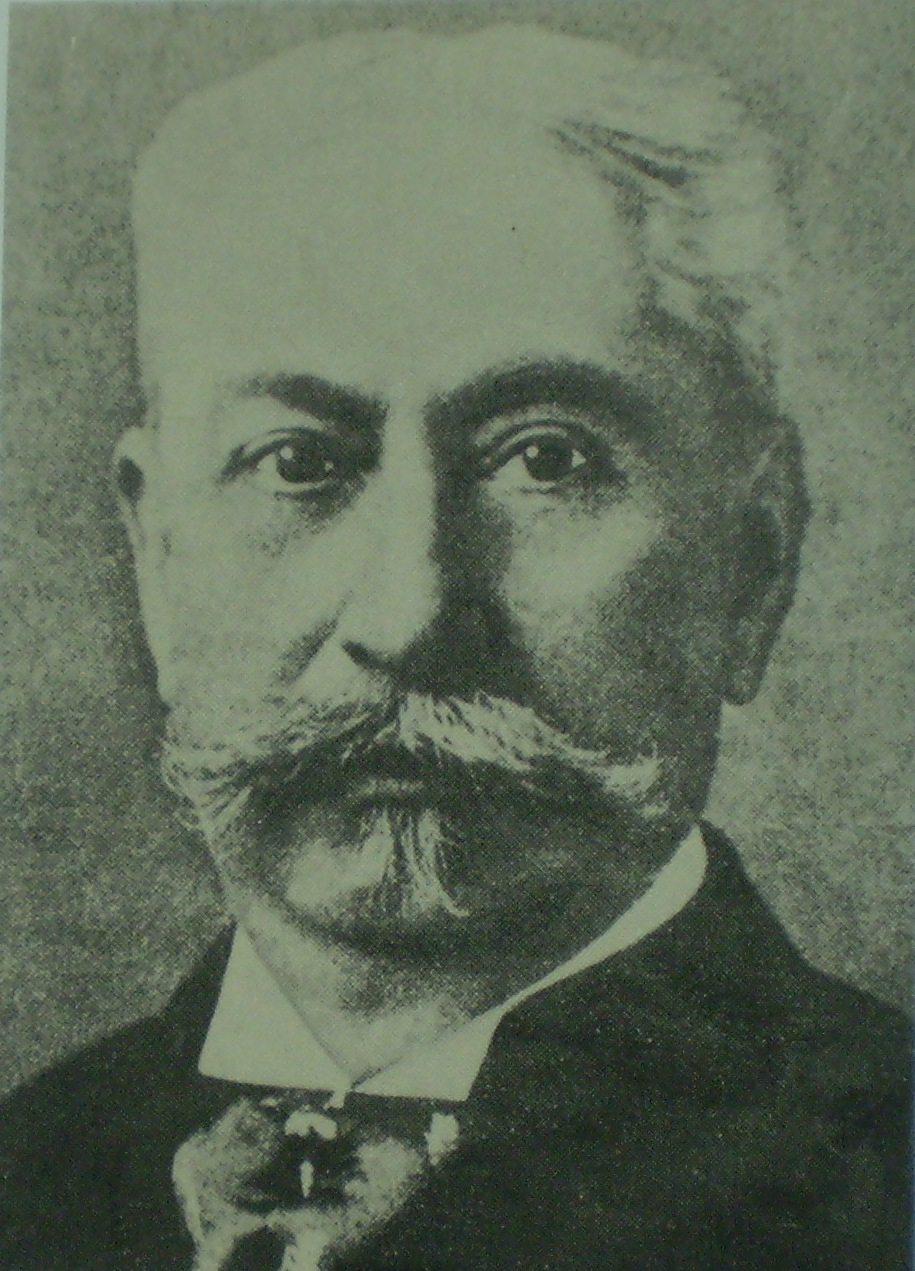
Vicente G. Quesada.

Mariano Moreno foi designado Protector da Biblioteca em 1810. Enquanto Cayetano Rodríguez e Saturnino Segurola foram designados respectivamente primeiro e segundo bibliotecário. Em janeiro de 1811 assumiu a direcção Luis Chorroarín, quem manter-se-ia no cargo até 1811, quando mediante um decreto de Martín Rodríguez foi substituído por Saturnino Segurola. Desde 1822 a 1828 exerceu o cargo Manuel Moreno, irmão de Mariano, e a biblioteca contava nesse então com um património considerável: em 1823 a biblioteca contava com mais de 17 000 volumes. Também podem se destacar os diretórios de Vicente Gaspar Quesada, que incorporou grande quantidade de material trazido desde o estrangeiro e realizou melhoras na infra-estrutura, e de Manuel Trelles, quem também incorporou grande quantidade de material bibliográfico até que a Biblioteca passou a depender do Governo Nacional e foi substituído. Estas melhoras que sofreu a Biblioteca Pública se manifestaram nos 7 715 leitores que coincidiram em 1881 e os 32 600 volumes com os que contava em 1882.
No ano de 1884 a biblioteca passou a pertencer ao Governo Nacional. O diretor que construiu a nova sede da Biblioteca foi nomeado em outubro de 1955, sendo ele o escritor Jorge Luis Borges.

### Biblioteca Nacional

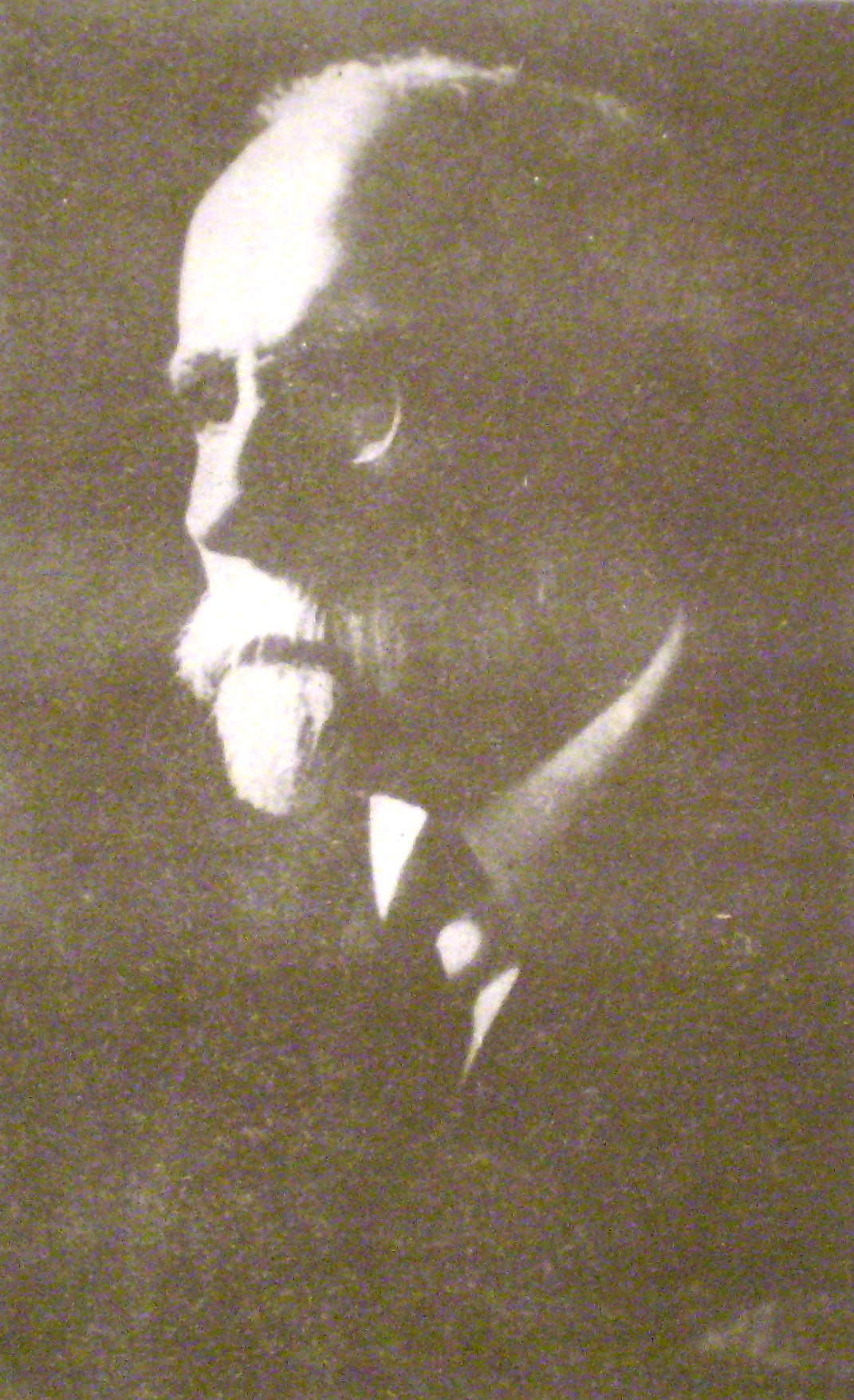
Paul Groussac.

Em 5 de outubro de 1884 foi designado José Antonio Wilde como primeiro Director Nacional, quem faleceu pouco depois de assumir ao cargo. Desde esse momento é conhecida oficialmente como Biblioteca Nacional.

#### Paul Groussac
Em 19 de janeiro de 1885 assume o cargo Paul Groussac, quem duraria no mesmo até 1929. Durante a sua gestão o património bibliográfico foi aumentado em grande quantidade (em 1893 a Biblioteca contava com 62 707 volumes), e foi construída uma nova sede na portenha rua México 564, tal "antiga" sede interiormente tem áreas de grande valor arquitetónico como a que fosse sala principal de leituras públicas coberta de uma ampla cúpula e com boiseries e esculturas que representam a celebridades do positivismo dessa época; atualmente tal edifício com algumas modificações tem sido reciclado e transformado no argentino Centro Nacional da Música .

#### Gustavo Martínez Zuviría
A gestão mais longa à frente da Biblioteca foi a do escritor argentino Gustavo Adolfo Martínez Zuviría, entre 1931 e 1955. De tendências nacionalistas, o escritor teve uma boa relação com Juan Domingo Perón e gozou em seu momento de uma enorme popularidade, sendo um prolífico autor e um dos mais editados no país.

#### Jorge Luis Borges
Também deve-se destacar a gestão do prestigioso escritor Jorge Luis Borges, quem desempenhou o cargo de Director desde 1955 a 1973. Durante a sua gestão promoveu-se a construção de uma nova sede (a atual), que era necessária devido ao amplo património com o que contava a Biblioteca. Em 1958, o Presidente Arturo Frondizi assinou o decreto 5512/58, adjudicando os fundos orçamentais para a obra e criando uma Comissão Honorária presidida por Borges, que deveria redigir o programa de necessidades para o futuro edifício.

### Novo Edifício
Mediante a Lei Nº 12 351 de 1960 destinaram-se três hectares localizados entre as avenidas do Libertador e As Heras, e as ruas Agüero e Áustria, onde até 1956 se levantou o Palácio Unzué, utilizado por Juan Domingo Perón como residência presidencial e demolido por esta razão. A obra foi adjudicada mediante um concurso nacional que fechou em abril de 1962, e cujo veredicto se anunciou em 12 de outubro seguinte. Participaram importantes estudos da época, como o de Mario Roberto Álvarez (quarto prémio), o de Rivarola e Soto (terceiro prémio), ou o dos jovens arquitetos Justo Solsona e Javier Sánchez Gómez, mas o eleito entre dezenas de propostas foi o projeto dos arquitetos Clorindo Testa, Francisco Bullrich e Alicia Cazzaniga de Bullrich.
A pedra fundacional do edifício foi colocada recém em 13 de outubro de 1971, onze anos após a sanção da Lei e a construção foi levada adiante pela firma Com-Ar-Co S.A. As obras avançaram lentamente demoraram-se, e finalmente foram suspensas a começos da década de 1989, durante a ditadura auto-denominada processo de Reorganização Nacional, retomando-se para 1982. Durante a obra, ocorreram grandes avanços no campo da Biblioteconomia, como a chegada da informática que permitiu a digitalização da consulta de materiais, com o qual o funcionamento de uma biblioteca mudaria radicalmente. A nova Biblioteca Nacional pôde ser terminada graças a um empréstimo do Reino de Espanha realizado em 1990, e foi inaugurada finalmente em 10 de abril de 1992, pelo presidente Carlos Menem, e o material bibliográfico terminou-se de transladar a 21 de setembro de 1993. O edifício conta com três depósitos subterrâneos: dois deles destinados a livros, que permitem depositar três milhões de livros, e um destinado a guardar revistas e diários, com uma capacidade de quinhentos mil instâncias. Ademais, no edifício funciona actualmente a Escola Nacional de Bibliotecários, fundada em 1956.
A antiga sede da Biblioteca na rua México foi cedida ao Centro Nacional da Música. Em 2012, o Ministério de Economia destinou $5 000 000 às tarefas de construção dos parasoís da Biblioteca Nacional, que deverão ser terminados para fins de 2013.

## Sede atual
A sede atual encontra-se sobre o que foi a antiga residência presidencial, o Palácio Unzué, que foi demolida por ordem da chamada Revolução Libertadora, que depôs Perón em setembro de 1955. Este casarão, tinha pertencido à família Unzué, foi bombardeada no mesmo momento em que se atiravam as bombas na praça de Maio em junho daquele ano, onde morreram cerca de 400 pessoas.Com a queda de Juan Domingo Perón, o poder foi assumido por Pedro Aramburu, um inimigo acérrimo do presidente deposto, quem em 1958 definiu que o Palácio Unzué deveria ser demolido completamente por seu valor simbólico para os seguidores de um governo que acabava de ser decretado proibido por lei na sociedade argentina.
O edifício da Biblioteca Nacional é um grande exemplo a nível internacional de desenho brutalista, um estilo surgido na década de 1950 que se caracteriza por privilegiar as estruturas de concreto armado deixadas à vista e tratadas de maneira escultórica, e principalmente se aprecia o lugar do parque deixado no nível de solo e a sala de leitura como vista sobre o porto e o Rio da Prata.

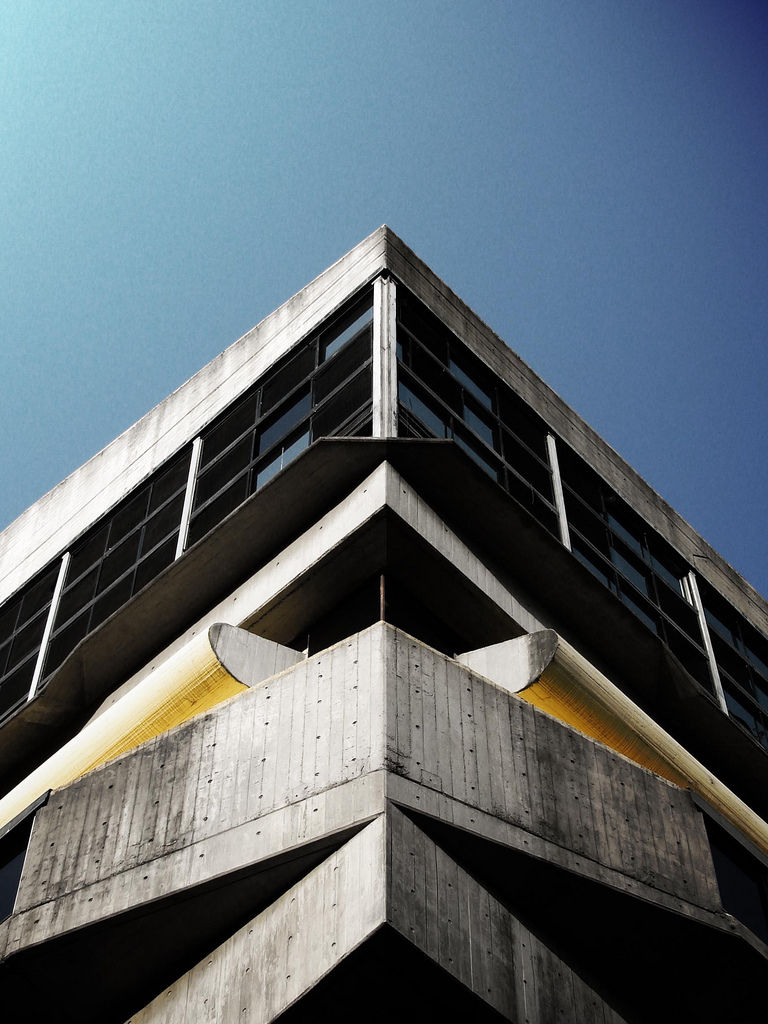
Detalhe de coluna e níveis superiores

A ideia principal, segundo relata o arquitecto Clorindo Testa, foi localizar os depósitos do estabelecimento abaixo da terra, aproveitando que o Estado decidiu expropriar a totalidade dos terrenos para criar uma praça pública. Isto protegeria aos livros do efeito nocivo da luz e a sua vez, permitiria num futuro expandir o espaço dos depósitos, de ser necessário sem interromper o funcionamento do estabelecimento. Uma vez libertada a estrutura do edifício do enorme peso dos depósitos de livros, elegeu-se elevá-la sobre pilares para permitir a vista livre, deixando uma plataforma de acesso aberta de forma permanente, como uma continuação do parque "por baixo" da biblioteca. Desta forma, resultou um edifício sustentado por quatro grandes colunas, que Testa caracteriza como um quadrúpede, como se se tratasse de um ser vivo.

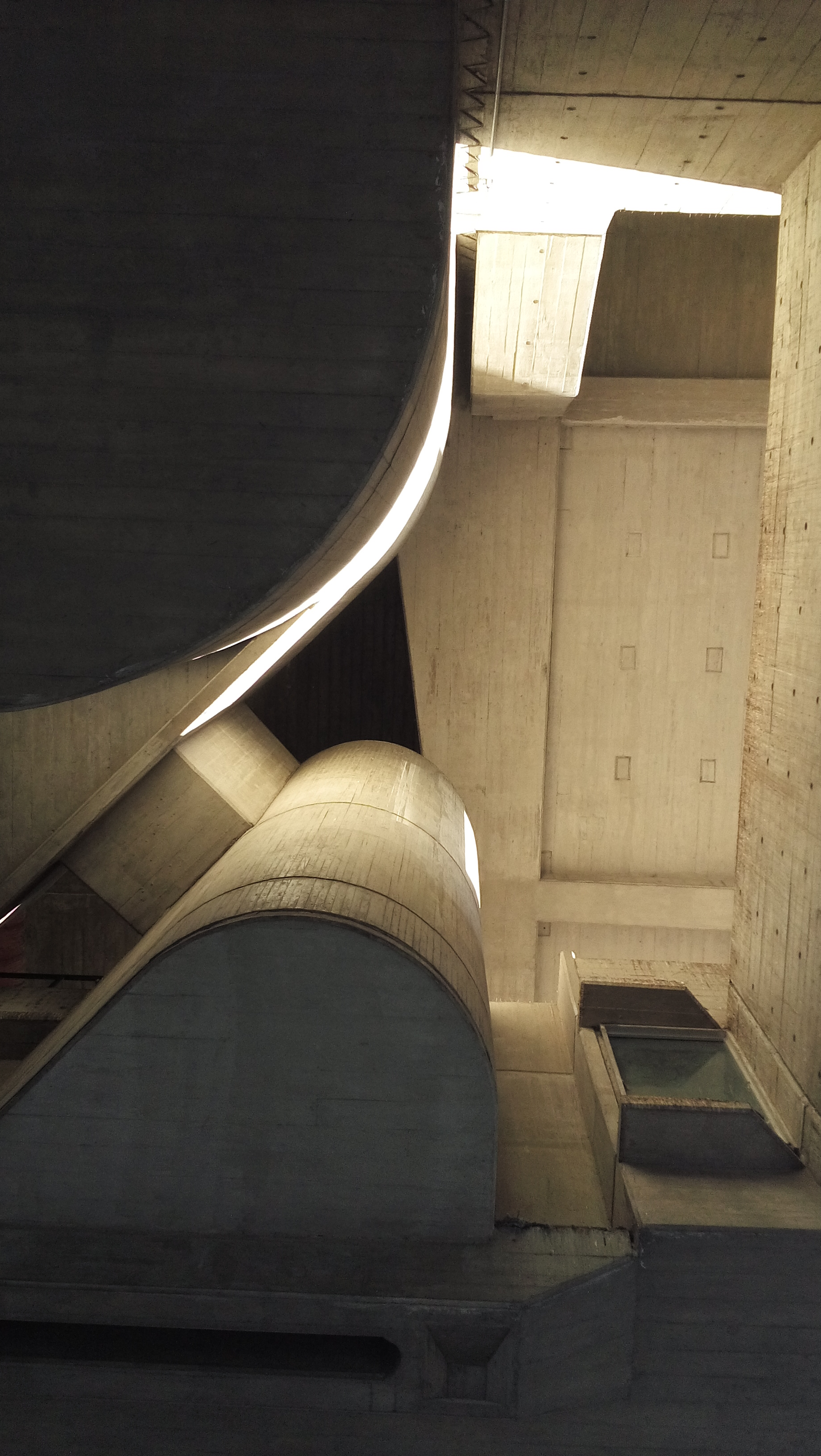
Biblioteca Nacional da República Argentina. Buenos Aires, abril de 2017.

Numa das etapas da extensa construção decidiu-se —por razões orçamentais —eliminar da fachada os parasoís metálicos que protegeriam os sectores de leitura da luz exterior, um facto que atualmente dá um aspecto inconclusivo ao edifício, e prejudica aos leitores em determinados horários do dia. Já na etapa final da obra, o Estado removeu aos arquitetos Declara e Bullrich da direcção, a deixando a cargo da Direcção Geral de Arquitectura Educacional (DGAI), que modificou outros detalhes como os revestimentos do auditório (elegendo materiais mais económicos), os materiais para os andares e o mobiliário novo, desenhado ad hoc para as salas de leitura e hemeroteca. De todas formas, o antigo mobiliário original da velha Biblioteca foi conservado e transladado ao novo edifício, e lho pode apreciar na sala de leitura pública.
Depois de dois níveis subterrâneos de depósitos de revistas e livros, segue um nível semi-enterrado onde se alojam escritórios e a hemeroteca, cuja sala está iluminada por uma lanterna que assenta do andar do terraço de acesso no nível superior como uma cúpula piramidal. A entrada ao Hall principal é por este terraço elevadas com respeito à praça circundante, à qual se acede por uma série de rampas, escaleiras e escadas caracol, ao espaço protegido pelo edifício e rodeado pelas quatro colunas que o elevam, permitindo vistas da avenida As Heras, o bairro A Ilha e o Porto de Retiro. Este nível também se liga com a Escola Nacional de Bibliotecários, que funciona num edifício independente cujo terraço é de acesso livre e tem uma série de claraboias de betão com forma de fungos, e macetes alongados que também funcionam como bancos. O Hall primeiramente tem uma pequena sala de exposições, e dá acesso às duas escadas e bateria de dois elevadores que conduzem a todos os níveis do edifício: no primeiro andar está o auditório e uma sala de exposições, e tem um entre-piso onde funciona a direcção e outros escritórios, no terceiro e quarto andar estão as salas de consulta especializadas, e o quinto andar é a sala de leitura geral em dupla altura, com a sala de recepção e entrega de livros, e uma rampa em ziguezague conduz ao sexto andar, onde há salas de consulta especializadas.
Ao ano 2013, o edifício não deixou de gerar opiniões opostas entre os portenhos. Segundo uma consulta de opinião realizada pelo diário Clarín a 600 pessoas não especializadas em arquitetura, a Biblioteca Nacional foi eleita ao mesmo tempo como o quarto edifício mais lindo da cidade, e o segundo mais feio segundo as respostas. Em agosto de 2014, por motivo de celebrar-se os cem anos do nascimento de Julio Cortázar inaugurou-se uma escultura, obra de Yamila Cartannilica, na praça Libertador que é um anexo da Biblioteca Nacional.
O edifício possui uma escultura que comemora ao escritor argentino Jorge Luis Borges e ao ex presidente Juan Perón, Eva Duarte, e outros impulsores da cultura nacional.

## Publicações em linha[10]
A Biblioteca Nacional publicou entre 2004 e 2015 Abanico, uma revista de letras distribuída exclusivamente através Internet e atualizada mensalmente.
La Biblioteca: revista fundada por Paul Groussac, considerada como sua terceira época, se publicou em formato impresso e com frequência irregular até ao seu número 15 (primavera de 2015). A partir de maio de 2017 retomou-se a sua publicação (nomeando-a como número 1 da quarta época e sem o subtítulo) só em formato digital.
Bibliographica americana: revista interdisciplinar de estudos coloniais, começou-se a publicar a partir de dezembro de 2005, só em formato digital.
Desde setembro de 2016 a Biblioteca Nacional publica, em formato impresso e digital, uma agenda bimestral sobre suas actividades chamada Caderno da BN.
Em dezembro de 2016 publicou-se o primeiro número da revista Marca de água, só em formato digital.

## Colecções

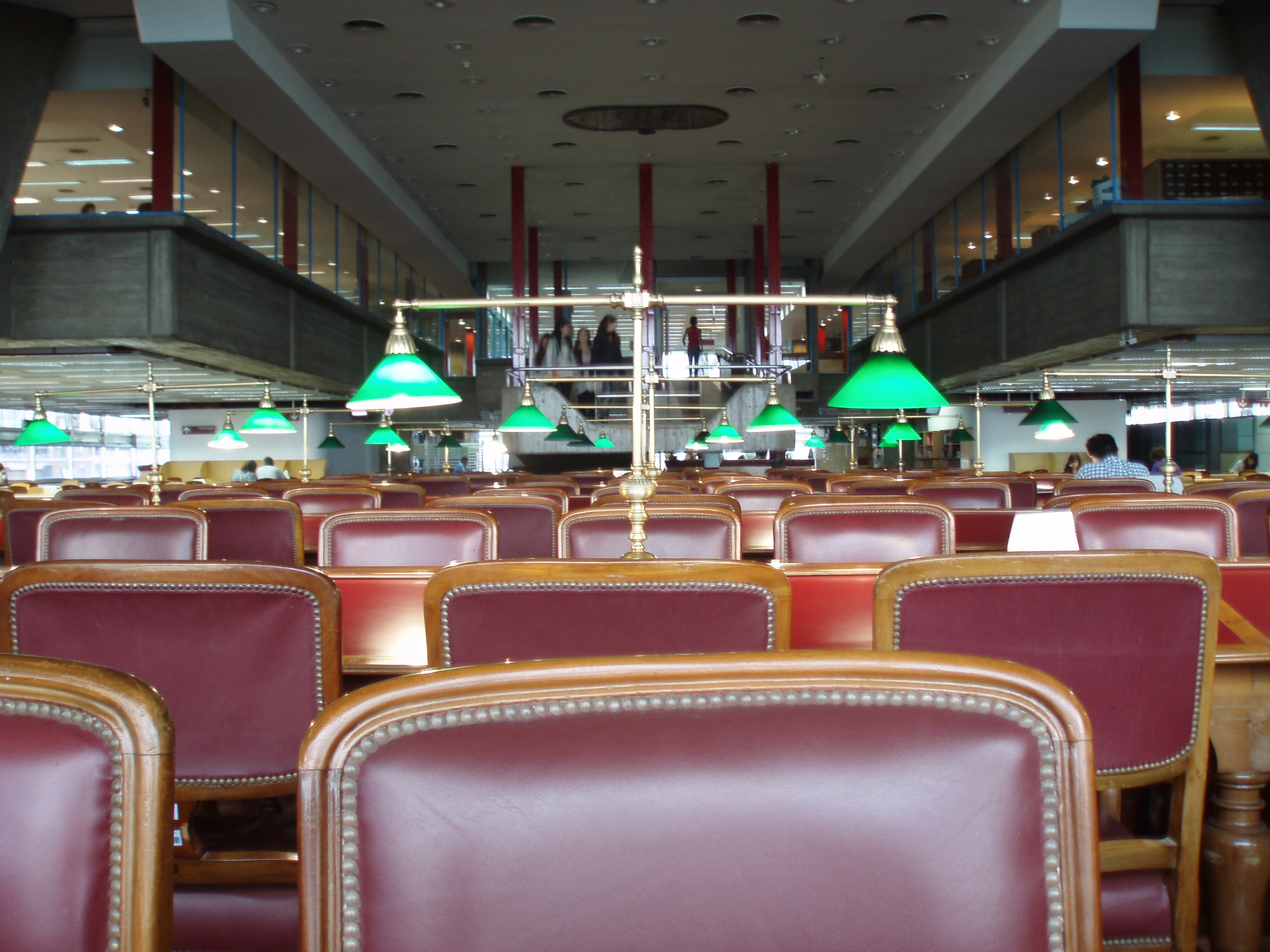
Sala de leitura do 5° andar e mobiliário da antiga biblioteca

O acervo bibliográfico da Biblioteca Nacional está composto por um fundo geral de livros a mais de 900 000 instâncias, 55 000 títulos de publicações periódicas (diários e revistas), 30 000 fotografias e 1 500 negativos, 12 000 mapas, 300 000 partituras impressas, um fundo sonoro e discográfico a mais de 70 000 peças e uma colecção de 5 000 títulos de imagens em movimento em suportes analógicos e digitais e mais de 70 fundos arquivísticos.
A Biblioteca conta com uma Biblioteca de Vozes, o Fundo Bibliográfico do Tesouro (onde se guardam uma grande quantidade de material bibliográfico de soma importância histórica e cultural), uma Sala de Mapoteca e Materiais Especiais, uma Sala de Leitura para não visuais; uma sala de leitura de livros "Paul Groussac", uma sala especializada em partituras musicais e uma importantíssima hemeroteca "Ezequiel Martínez Estrada" que conta com diários e revistas que vão desde o primeiro jornal publicado no âmbito do Rio da Prata "O Telégrafo Mercantil", Buenos Aires 1801, até nossos dias.
Tem de assinalar-se uma exclusividade apócrifa: Lovecraft em várias das suas principais obras assinala à BNA com sede em Buenos Aires como um dos três lugares de onde se pode encontrar uma instância original do Necronomicon isto devido ao renome cultural e lugar do "fim do mundo" (Cone Sul sem contar a Antárctida que era praticamente desconhecida como continente até à década de 1930) que merecidamente possuía Argentina.

## Incunábulos
Os incunábulos são os livros que surgiram desde a criação da imprensa até princípios do século XVI. A Biblioteca conta com 21 incunábulos, que conquanto não são uma quantidade importante são de uma grande qualidade:
- De Civitate Dei, São Agostinho. Veneza: Octaviano Seottii; 1486.
- Sermões ad heremitas, San Agustín. Veneza: Vicente Benalius; 1492.
- A Divina Comédia (com o comentário de Cristóbal Landino), Dante Alighieri. Veneza: Octaviano Scoto dá Monza, 1484.
- A Divina Comédia (com o comentário de Cristóvão Landino), Dante Alighieri. Brescia: Boninum de Boninis, 1487
- Tractatus notabilis de excommunicationibus, suspensionibus, interdictis, irregularitatibus et poenis, San Antonino. Veneza: Juan de Colónia, Juan Manthen, 1474.
- Comoediae novem (comentado por Marcos Masurus), Aristófanes. Veneza: Aldo Manúcio, 1498.
- Rhetorica ad Haerennium sive nova, Cícero. 1474.
- De officiis cum commentariis Petri Massi, eiusque recongnitione. Insunt preteaparadoxa: de amicitia: de senectute cum interpretibus suis, Cícero. Veneza: Jacobum de Paganinis, 1491.
- Summa angelica de casibus conscientiae cum additionibus noviter additis, Angel Clevasio. Sem lugar de impressão.
- Epistulae. Interprete Francesco Aretino, Bruti et Hipocratis epistolae per Rainucium traducta ad NicolaumV. Põe. Max, Diógenes de Sinope. Florência: Antonium Francisci Venetum, 1487.
- Compendium de origine et gestis francorum, Robert Gaguin
- Moralis expositio in Job, Gregório Magno. Brescia: Angelo Britannico, 1498
- Folha da Bíblia de Gutenberg. Estrasburgo: Gutenberg; 1450. Esta folha de incalculável valor pertence ao Deuteronômio da primeira Bíblia que imprimiu Gutenberg entre 1455 e 1460. Foi encadernada em 1921 pelo editor G. Wells, e inclui um ensaio de Edward Newton.
- Epistulae, Jerónimo de Estridão. Parma: não menciona editor, 1480.
- Regimento dos príncipes, Egidio Colonna. Sevilla: Meynardo Ungut e Stanislao Polono, 1494.
- Liber Chronicarum, cum figuris et ymaginibus, Hartmann Schedel. Nurenberga: Anton Koberger, 1493. Primeira edição da famosa "Crónica de Nurenberga".
- Moralia, Séneca. Veneza: Bernardino de Cremona e Simón de Luero, 1490
- Quaestiones de potentia Dei, Santo Tomás de Aquino. Veneza: Christoph Arnold, 1476.
- Quaestiones de duodecim quodibet, Santo Tomás de Aquino. Veneza: Johanis de Colónia, 1476.
- História Baetica, Carlos Verardi. Roma: Eucharium Silber, 1493
- Superquattuor libris sententiarum, Guillermo Vorrilong. Veneza: Jacobo de Leucho, 1496.

## Museu do Livro e da Língua

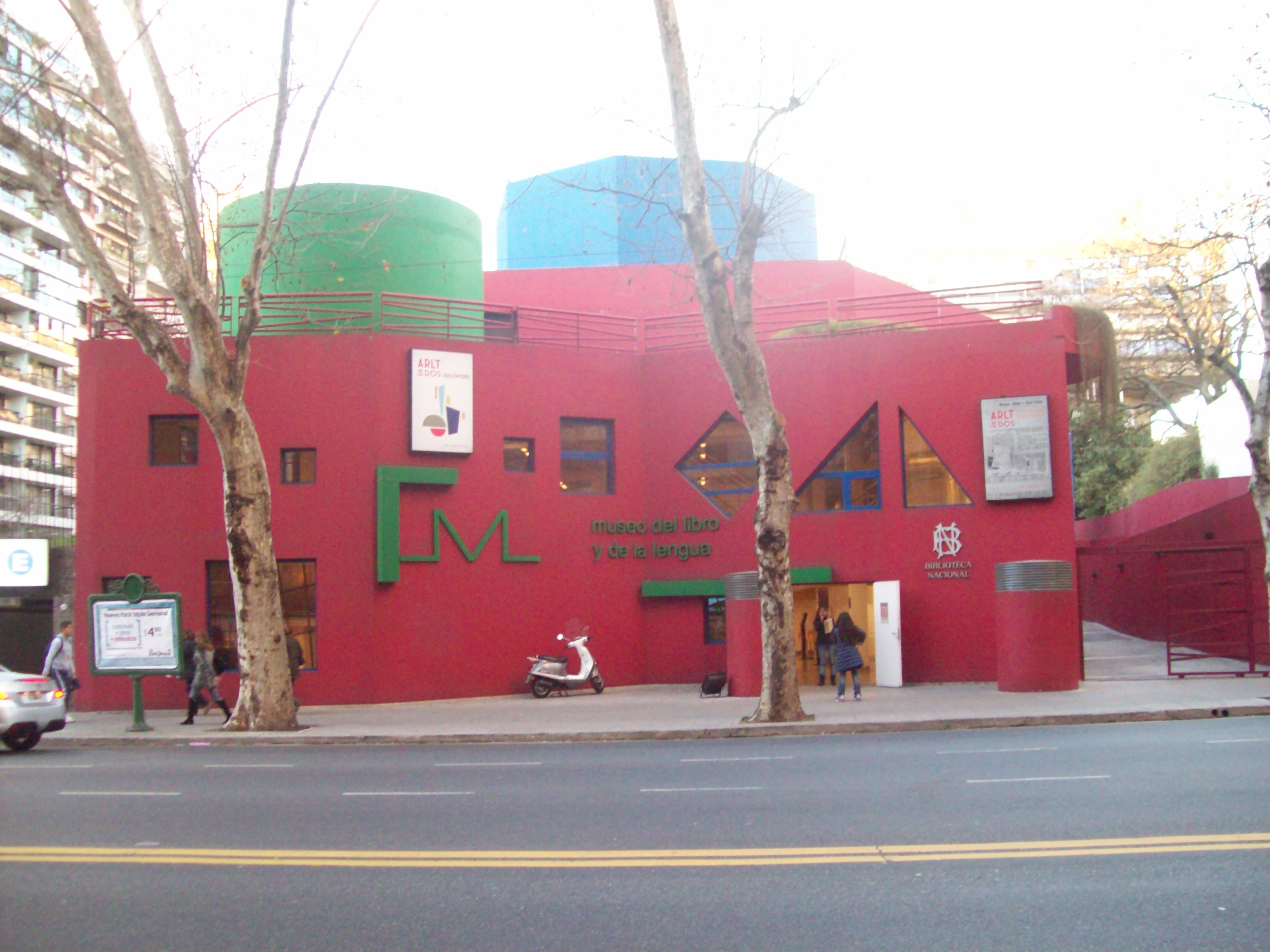
Museu do Livro e da Língua

Em 2006, anunciou-se a futura construção do ““Museo del Libro y el Autor Clásico Argentino” (Museu do Livro e o Autor Clássico Argentino). O projeto original da Biblioteca Nacional de 1962 contemplava a demolição de todos os edifícios que ocupavam o seu terreno, mas isso não foi especificado. Um pedaço foi cedido à República do Paraguai para que estabelecesse a sua embaixada, e outros dois na Avenida As Heras alojaram diferentes repartições públicas, até que ficaram sem uso.
O Museu do Livro ocuparia o espaço desses dois edifícios, libertando quase toda a frente das Heras para que se pudesse contemplar a Biblioteca desde ali. O projecto foi elaborado pelos mesmos arquitetos Testa e Bullrich, e foi apresentado ao público em janeiro de 2008. Como detalhe de impacto público se anunciou que o novo museu relojoaria em azota de quatro lunetas, fragmentos dos murais originais das Galerias Pacífico, pintados por Spilimbergo, Berni e outros artistas, que tinham sido desmontados quando o shopping se reformou, em 1990. Os murais estão em restauração, e o trabalho artesanal continuará enquanto as obras estejam expostas nos muros do edifício.
Finalmente, em janeiro de 2010 a presidenta Cristina Fernández de Kirchner assinou o convénio para a construção do Museu, adjudicada à construtora LBESA. O edifício contou com um orçamento de 10 milhões de pesos que implica a finalização das obras da Biblioteca Nacional.
Inaugurado em 29 de setembro de 2011 pela presidenta Cristina Fernández de Kirchner, o museu abriu ao público a 10 de outubro. Enquanto o piso térreo possui uma exposição permanente dedicada ao livro e a história das editoras na Argentina, a planta superior estará destinada a exposições temporárias artísticas, começando a funcionar com uma de Roberto Jacoby dedicada ao Artigo 14 bis da Constituição Nacional.

## Escola de bibliotecários
A Escola Nacional de Bibliotecários é uma dependência de capacitação técnica da Biblioteca Nacional. Foi criada em 10 de setembro de 1956 por Decreto N° 16 491, com a finalidade de formar profissionais bibliotecários que possam desenvolver seu trabalho em bibliotecas públicas e privadas do país. Em agosto de 1964, aperfeiçoou-se a titularidade de seus diplomas com o Decreto N° 6 797 que inclui à Escola nas disposições especiais para o ensino superior do Estatuto do Docente (Lei N° 14 473) com carácter de Instituto de formação profissional de nível terciário. Em 1991, transladou-se a sua sede atual e definitiva, um edifício anexo ao da biblioteca, sobre a frente da rua Áustria e com entrada independente.
O ciclo lectivo tem três anos de duração, com assistência diária e obrigatória. As classes são teóricas e práticas e abarcam toda a faixa dos conhecimentos biblioteconomia, tanto históricos como contemporâneos. Seu corpo docente está composto por um reitor, um regente, três ajudantes de trabalhos práticos e treze professores especializados.
Ao longo de seus anos de existência tem formado aos mais destacados profissionais da biblioteconomia; muitos deles se desempenham na atualidade em bibliotecas oficiais e privadas do país e também como docentes.
Três salas magistrais e duas de trabalhos práticos, mais uma sala de conferências, completam o moderno edifício da Escola, integrado ao edifício da Biblioteca Nacional. Conta também, com a “Biblioteca do Bibliotecário”, sendo a consulta de seu fundo bibliográfico não só para nossos estudantes, ingressados e docentes, senão também para todo o tipo de leitores.

## Directores. Paul Groussac
- Bruno, Paula, Paul Groussac. Um estratega intelectual, Buenos Aires, Fondo de Cultura Económica, 2005.
- Bruno, Paula (Estúdio preliminar e seleção de textos), Travesias intelectuais de Paul Groussac, Buenos Aires, Editora da Universidade Nacional de Quilmes, 2005.